# Sharja
Sharja (in arabo الشارقةّ‎?, al-Shāriqa) è una città degli Emirati Arabi Uniti, capitale dell'omonimo emirato.
È la terza città più popolosa degli Emirati Arabi Uniti, dopo Dubai e Abu Dhabi, e forma parte dell'area metropolitana Dubai-Sharja-Ajman.
Sharja è la capitale dell'omonimo Emirato. L'Emirato condivide le funzioni legali, politiche, militari ed economiche con gli altri Emirati degli EAU in un quadro federativo, sebbene ogni Emirato abbia giurisdizione su alcune funzioni civili ed economiche. Sharja è stata governata dalla dinastia araba degli Al Qasimi fin dal XVIII secolo.

## Storia
All'inizio del XVIII secolo, la tribù Huwayla del clan Al Qasimi si stabilì a Sharja intorno al 1727, dichiarandone l'indipendenza. L'8 gennaio 1820 lo sceicco Sultan I firmò il Trattato marittimo generale con il Regno Unito, accettando un protettorato in funzione anti-ottomana. Come i vicini emirati di Ajman, Dubai, Ras al-Khaimah e Umm al-Qaywayn, la posizione di Sharja sulla rotta per l'India la rendeva abbastanza importante da essere riconosciuta come salute state.
Il 2 dicembre 1971, Sharja, insieme ad Abu Dhabi, Dubai, Ajman, Umm al-Qaywayn e Fujaira si unirono nell'Atto di Unione per formare gli Emirati Arabi Uniti. Il settimo emirato, Ras al-Khaimah, si è unito agli Emirati Arabi Uniti il 10 febbraio 1972 in seguito all'annessione da parte dell'Iran delle isole Tunb.

## Monumenti e luoghi d'interesse
- Al Hisn, noto anche come Forte di Sharja, era un complesso fortificato costruito nel 1823 come sede dell'allora Emirato indipendente di Sharja e residenza della famiglia Al Qasimi. Situato nel centro della città, è stato chiuso per lavori di ristrutturazione dal 1996 al 2015, quando ha riaperto le porte come museo all'aperto sotto l'amministrazione dell'Autorità dei Musei di Sharja.

## Infrastrutture e trasporti
La città è servita dall'aeroporto Internazionale di Sharja, hub della compagnia low cost Air Arabia.